# Contea di Wayne (Nebraska)
La contea di Wayne (in inglese Wayne County) è una contea dello Stato del Nebraska, negli Stati Uniti. La popolazione al censimento del 2000 era di 9 851 abitanti. Il capoluogo di contea è Wayne.